# Kontiojärvi (sjö i Joensuu, Norra Karelen)
Kontiojärvi är en sjö i kommunen Joensuu i landskapet Norra Karelen i Finland. Sjön ligger 138,9 meter över havet. Den är 4,9 meter djup. Arean är 59 hektar och strandlinjen är 4,34 kilometer lång. Sjön  ingår i Jänisjokis huvudavrinningsområde.   Den ligger omkring 39 kilometer öster om Joensuu och omkring 400 kilometer nordöst om Helsingfors. 